# La Élite
La Élite és un duo musical de synthpunk català format el 2016 a Tàrrega per David Burgués «Diosito» i Nil Roig «Yung Prado». El grup fa música electrònica de teclat amb ritmes energètics i lletres àcides sobre aventures gamberres.
El 2024 La Élite va publicar Escaleras al cielo, el seu segon àlbum d'estudi, aquest cop autoeditat amb el seu flamant segell, del qual n'havia avançat els senzills «Gran noche», «Cucaracha sexy», «Vida de 1€» i «Plan de mierda», i que van presentar a la Sala Apolo el 24 de maig. A finals d'octubre del mateix any, el grup va publicar un segon treball, Directos al infierno, un àlbum de dotze cançons que reprèn la seva dinàmica musical més descarnada i visceral amb unes lletres carregades d'exabruptes i ironia.

## Discografia
- 12 Latas E.P. (2016)
- Sorry not sorry (EP, 2019)[7]
- Nuevo punk (Montgrí, 2022)[8]
- Escaleras al cielo (Discos Gele, 2024)[9]
- Directos al infierno (Discos Gele, 2024)